# Fabian Sagstetter
Fabian Sagstetter (* 13. August 1990) ist ein deutscher Faustballspieler im Zuspiel und ehemaliger Volleyball-Bundesligaspieler auf der Position eines Liberos. Er gewann mit der Faustballnationalmannschaft zahlreiche internationale Titel.

## Leben
Sagstetter stammt aus einer eng mit dem Faustball verbundenen Familie, so waren bereits sein Vater und Großvater Faustballer. Er besuchte das Alexander-von-Humboldt-Gymnasium in Schweinfurt und beendete es im Jahr 2010 mit dem Abitur.

### Sportkarriere in der Jugend
Sagstetter spielt seit seinem sechsten Lebensjahr Faustball. Als Faustballspieler bestreitet Sagstetter seine Spiele für den Feld- und Hallenfaustballverein TV Schweinfurt-Oberndorf.
Sein größter Erfolg in der Jugend war der Gewinn der U-18-WM im Jahr 2009 in Swakopmund, Namibia, über die er in einem Internettagebuch berichtete, und im Jahr 2006 der Gewinn der U-18 Europameisterschaft. Bei der U-18 EM im darauffolgenden Jahr konnte sein Team als Vizeeuropameister erneut eine gute Platzierung belegen. Bei diesen Turnieren konnte sich Sagstetter als Leistungsträger seiner Mannschaft etablieren.
Im Jahr 2009 wurde Sagstetter der erste Sportler in der 147-jährigen Geschichte seines Vereins, der einen (Junioren-)Weltmeistertitel gewinnen konnte.
Mit seiner Faustballjugendmannschaft beim TV Schweinfurt-Oberndorf erreichte er außerdem einige süddeutsche Titel sowie den Vizetitel bei der deutschen Meisterschaft und zwei Mal die Bronzemedaille.

### Karriere im Seniorenbereich
Für die deutsche Auswahl bestritt er sein erstes offizielles Länderspiel am 2. Juni 2009 in Neu-Isenburg beim 5:2-Sieg gegen den damaligen amtierenden Welt- und Europameister Österreich.
Im Juli 2009 nah, er an den World Games 2009 in Kaohsiung in Taiwan als jüngster deutscher Nationalspieler im Faustball teil. Dort belegte die deutsche Nationalmannschaft den vierten Platz.
2011 holte er erneut den Weltmeistertitel mi der deutschen Nationalmannschaft, 2013 die World Games im südamerikanischen Cali (Kolumbien), 2014 in der Schweiz EM-Gold und bei der Faustball-Weltmeisterschaft 2015 in Argentinien wieder die Weltmeisterschaft. Da nach der WM der bisherige Kapitän Christian Kläner zurücktrat, wurde Sagstetter im Rahmen der Deutschen Hallenmeisterschaft zum neuen Spielführer der Nationalmannschaft ernannt.
2016 wurde die Europameisterschaft in Österreich gewonnen, 2017 die World Games. Im Jahr 2018 kam es zum ersten Turnier in Deutschland seit der EM 2012, als im schwäbischen Adelmannsfelden erneut die Europameisterschaft gewonnen werden konnte. Bei der Faustball-Weltmeisterschaft 2019 im schweizerischen Winterthur konnte Sagstetter seinen bereits vierten Weltmeistertitel einfahren (U18 von 2009 mitgerechnet).
Durch eine Kooperation einer Schweinfurter Schule mit dem damaligen Volleyball-Bundesligisten SG Eschenbacher Eltmann kam Sagstetter auch zum Volleyball. So spielte er jahrelang für die Wallburgstätter als Libero in verschiedenen Ligen von der Landesliga bis zur Regionalliga. Nach dem Aufstieg in die 1. Bundesliga als HEITEC Volleys wurde Sagstetter als Libero verpflichtet. und spielte hier mit seinem Cousin Jonas Sagstetter zusammen. Da sein Vertrag nach wenigen Monaten wieder aufgelöst wurde, kehrte er in die Faustball-Bundesliga zurück. Sein zweiter Cousin väterlicherseits Benedikt spielte ebenfalls professionell Volleyball.

## Erfolge
Nationalmannschaft
- 2006: U18-Europameister (Grieskirchen/Österreich)
- 2007: U18-Vizeeuropameister (Wallisellen/Schweiz)
- 2009: U18-Weltmeister (Swakopmund/Namibia)
- 2009: U21-Europameister (Zofingen/Schweiz)
- 2009: 4. Platz World-Games (Kaoshiung/Taiwan)
- 2010: U21-Europameister (Peilstein/Österreich)
- 2010: 3. Platz Europameisterschaft (Ermatingen/Schweiz)
- 2011: U21-Europameister (Ludwigshafen/Deutschland)
- 2011: Weltmeister (Pasching/Österreich)
- 2012: 3. Platz Europameisterschaft (Schweinfurt/Deutschland)
- 2013: World-Games-Sieger (Cali/Kolumbien)
- 2015: Weltmeister (Cordoba/Argentinien)
- 2016: Europameister (Grieskirchen/Österreich)
- 2017: World-Games-Sieger (Breslau/Polen)
- 2018: Europameister (Adelmannsfelden/Deutschland)
- 2019: Weltmeister (Winterthur/Schweiz)
- 2022: World-Games-Sieger (Birmingham/USA)
- 2023: Weltmeister

(Mannheim/Deutschland)
Verein
- 2004: 3. Platz U14-Deutsche Meisterschaft (Halle)
- 2006: 2. Platz U18-Deutsche Meisterschaft (Halle)
- 2008: 3. Platz U18-Deutsche Meisterschaft (Halle)
- 2013: 4. Platz Deutsche Meisterschaft (Feld)
- 2014: 2. Platz Deutsche Meisterschaft (Halle)
- 2014: 5. Platz EFA-Cup (Feld)
- 2014: 3. Platz Deutsche Meisterschaft (Feld)
- 2015: 2. Platz Champions-Cup (Halle)
- 2015: 4. Platz Deutsche Meisterschaft (Halle)
- 2015: 3. Platz EFA-Cup (Feld)
- 2015: 2. Platz Deutsche Meisterschaft (Feld)
- 2016: 3. Platz Champions-Cup (Halle)
- 2016: 4. Platz Deutsche Meisterschaft (Halle)
- 2016: 3. Platz Champions-Cup (Feld)
- 2016: 5. Platz Deutsche Meisterschaft (Feld)
- 2017: 5. Platz Deutsche Meisterschaft (Halle)
- 2017: 5. Platz Deutsche Meisterschaft (Feld)
- 2018: 5. Platz Deutsche Meisterschaft (Halle)
- 2018: 4. Platz Deutsche Meisterschaft (Feld)
- 2019: 5. Platz Deutsche Meisterschaft (Halle)
- 2019: 3. Platz EFA-Cup (Feld)
- 2019: 3. Platz Deutsche Meisterschaft (Feld)
- 2020: 4. Platz Deutsche Meisterschaft (Halle)

## Ehrungen
- 2013 Silbernes Lorbeerblatt[14]
- 2017 Silbernes Lorbeerblatt
- 2022 Silbernes Lorbeerblatt[15]